# 1 Korpus Zmechanizowany (1951–1955)
1 Korpus Zmechanizowany (1 KZ) – związek operacyjno-taktyczny Sił Zbrojnych PRL.

## Formowanie
Na podstawie rozkazu Nr 0044/Org. ministra obrony narodowej z dnia 17 maja 1951 roku 1 Korpus Pancerny, w terminie do dnia 1 grudnia 1952 roku, został przeformowany w 1 Korpus Zmechanizowany.
1 Korpus Zmechanizowany podporządkowany był Dowództwu Pomorskiego Okręgu Wojskowego. Na wypadek wojny korpus podlegał bezpośrednio pod dowództwo Frontu Nadmorskiego tworząc wraz z 2 Korpusem Zmechanizowanym zgrupowanie wojsk szybkich.
Na podstawie rozkazu Nr 0075/Org. ministra obrony narodowej z dnia 14 listopada 1955 roku Dowództwo 1 KZ zostało przeformowane, w terminie do dnia 20 grudnia 1955 roku, w Dowództwo 1 Korpusu Pancernego. Jednocześnie, na podstawie rozkazu Nr 0058/Org. ministra obrony narodowej z dnia 19 września 1955 roku, ze składu korpusu została wyłączona 8 DZ, a w jej miejsce włączona 20 DZ. W tym samym terminie 16 i 20 DZ zostały przeformowane w dywizje pancerne.

## Struktura organizacyjna korpusu w 1952 roku
- Dowództwo 1 Korpusu Zmechanizowanego w Gdańsku-Wrzeszczu
- 8 Drezdeńska Dywizja Zmechanizowana w Koszalinie
- 16 Pomorska Dywizja Zmechanizowana w Elblągu
- 4 pułk czołgów ciężkich w Lęborku
- 47 batalion łączności w Gdańsku
- 57 batalion saperów w Gniewie
- kompania dowodzenia 1 Korpusu Zmechanizowanego w Gdańsku

Stan etatowy 1 KZ wynosił 18.300 żołnierzy, w tym 2580 oficerów i 5570 podoficerów. Jego uzbrojenie stanowiło: 296 czołgów średnich T-34/85, 73 czołgi ciężkie IS-2, 130 dział pancernych SU-85, ISU-122 i ISU-152, 44 samochody pancerne BA-64, 28 transporterów opancerzonych, 52 haubice 122 mm, 80 armat 76 mm, 28 armat 57 mm, 54 armaty przeciwlotnicze 37 mm, 92 moździerze 120 mm, 90 moździerzy 82 mm, 20 artyleryjskich wyrzutni rakietowych M-13, 360 granatników przeciwpancernych, 124 ciężkie karabiny maszynowe i 463 ręczne karabiny maszynowe.

## Dowódcy korpusu
- gen. mjr Siemion Tichonczuk
- gen. bryg. Adam Czaplewski